# But-2-ino
El but-2-ino, anteriormente nombrado como 2-butino o dimetilacetileno, es un alquino con la fórmula química CH3C≡CCH3. Producido artificialmente, es incoloro, volátil, y un líquido acre en condiciones normales de presión y temperatura.

## Síntesis

### A partir de 2,3-dibromobutano
Un 2,3-dibromobutano como el 2,3-dibromobutano en presencia de KOH/etanol (potasa alcohólica) produce But-2-ino.